# Joannes Baptista Swinkels
Joannes Baptista Swinkels (Woensel, 14 april 1810 – Paramaribo, 11 september 1875) was apostolisch vicaris van Nederlands-Guyana (Suriname).

## Nederland
Johannes Baptista Swinkels groeide op in Helmond waar zijn ouders eigenaar waren van de herberg de Groote Leeuw aan de Markt en de daarnaast gelegen Kleine Leeuw aan de Veestraat. Swinkels werd op 20 september 1834 te Warmond tot priester gewijd, door baron De Wijkersloot, procurator van de Surinaamse missie. In 1835 werd Swinkels tot professor benoemd in Oudenbosch. In 1838 werd hij rector van de Latijnse school in Helmond. 
In 1845 trad Swinkels toe tot de Congregatie van de Allerheiligste Verlosser, beter bekend als de orde der redemptoristen. In 1851 werd hij overste van het nieuwe klooster te Amsterdam. In 1855 werd hij de eerste provinciaal van de dan opgerichte 'Hollandsch-Engelse Provincie' der redemptoristen. Hieronder ressorteerden de steden Roermond (klooster te Wittem), Den Bosch, Amsterdam, Londen, Liverpool en Limerick in Ierland. In 1865 werd de Engelse provincie zelfstandig.

## Suriname
Op 30 juli 1865 droeg Paus Pius IX de Surinaamse missie op aan de Nederlandse redemptoristen. Op 12 september van dat jaar werd de toen 55-jarige Swinkels benoemd tot apostolisch vicaris van Nederlands Guyana, alsmede titulair bisschop van Amorium. Sinds het overlijden van de vorige apostolisch vicaris monseigneur Schepers in november 1863 was deze functie in Suriname vacant geweest. Na zijn bisschopswijding (op 15 oktober te Den Bosch) vertrok Swinkels op 12 december met enkele andere geestelijken van dezelfde congregatie met het zeilschip De Jonge Eduard naar Paramaribo, hoofdstad van de kolonie. Door ongunstige wind arriveerde de groep daar pas op 26 maart 1866. 

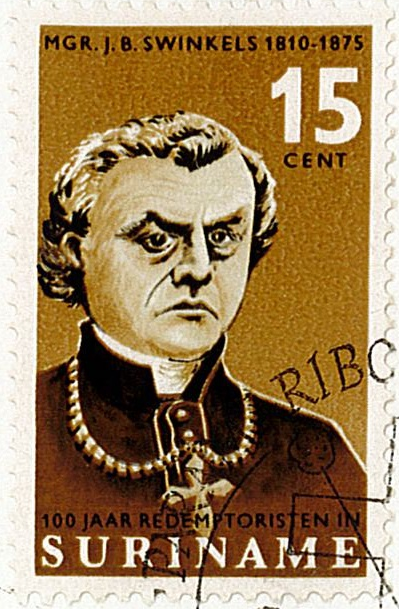

Van de vijf priesters die op dat moment in Suriname actief waren keerden drie terug naar Nederland; twee sloten zich bij de redemptoristen aan, te weten de priesters Donders en Romme. Eerstgenoemde werkte op de missiepost Batavia, een afzonderingsoord voor melaatsen en op dat moment de enige plek waar de koloniale regering het aan de Rooms-katholieke kerk toestond lands-slaven te bekeren en sacramenten toe te dienen. Op 9 december 1866 diende Swinkels bij zijn eerste bezoek aan Batavia het heilig sacrament des vormsels toe. 
Swinkels bezocht meermalen de staties en plantages waar zijn priesters missiewerk verrichtten; in het district Coronie en op de plantages Esthersrust, Kraai's Hoop, Johanna Catharina, Sans-Souci en Goudmijn. Met betrekking tot de slavernij schreef Swinkels in een brief naar zijn familie in Nederland: “Onze arbeid zou nog meer vrucht dragen als de zogenaamde beschaafde Europeanen zich niet zo onbeschoft zouden gedragen. Velen hunner overtreffen den slechtsten neger in zedeloosheid, ongeloof en bijgeloof,...”.
Driemaal verliet Swinkels Suriname voor een buitenlandse reis. In 1866 voor een bijeenkomst van de Propaganda Fide te Rome, in 1867 voor een bezoek aan zijn collega apostolisch prefect te Frans-Guyana en in 1871 bezocht hij Nederland in verband met zijn kwakkelende gezondheid. Na een verblijf van bijna 10 jaar in Suriname stierf Swinkels in september 1875 in Paramaribo op 65-jarige leeftijd.